# David Young (scrittore)
David John Young (Cottingham, 27 maggio 1958) è uno scrittore britannico di gialli storici.

## Biografia
Nato nel 1958 a Cottingham, nei pressi di Hull, vive e lavora a Twickenham.
Dopo aver abbandonato gli studi di scienze all'Università di Bristol, si è laureato in storia moderna al Bristol Polytechnic e ha iniziato a lavorare come giornalista per quotidiani locali e per la BBC.
Nel 2014 vince con Figli della Stasi il premio del corso inaugurale di Crime Thriller all'Università di Bristol ed ottiene la pubblicazione del romanzo due anni dopo.
Ambientato negli anni '70 nella Repubblica Democratica Tedesca e con protagonista la tenente Karen Muller, l'opera ottiene l'Ellis Peters Historical Award nel 2016 e prosegue (al 2018) con altri due romanzi in una programmata pentalogia.

## Opere principali

### Serie Karen Muller
- Figli della Stasi (Stasi Child, 2016), Milano, Baldini & Castoldi, 2017 traduzione di Franco Lombini ISBN 978-88-6852-065-6.
- Stasi Wolf (2017)
- A Darker State (2018)

## Premi e riconoscimenti
- Ellis Peters Historical Award: 2016 per Figli della Stasi